# 2021年ミス香港選挙
2021年ミス香港選挙（2021ねんミスホンコンせんきょ、英語: Miss Hong Kong 2021）は2021年に行われた、香港のテレビ局である無綫電視による、ミス香港を選出するための選挙。その準決勝と決勝戦は2021年9月12日に将軍澳のテレビシティで開催された。今年のスローガンは「WeMissHongKong」です。

## 順位
- グランプリ：宋宛穎（Sabina Mendes De Assuncao／サビーナ・メンデス・デ・アスンソン）
- 2位：梁凱晴（Carina Leung／カイチン・リャン）
- 3位：邵　初（Kristy Shaw／シャオ・チュ）